# The Crow (film, 1919)
Pour les articles homonymes, voir The Crow.

The Crow est un film américain réalisé par B. Reeves Eason et sorti en 1919.

## Fiche technique
- Réalisation : B. Reeves Eason
- Scénario : Karl R. Coolidge, Neal Hart, Alan James
- Société de distribution : Universal Film Manufacturing Company
- Pays de production :  États-Unis
- Genre : Western
- Durée : 20 minutes
- Date de sortie : 
  - États-Unis : 15 septembre 1919

## Distribution
- Hoot Gibson
- Arthur Mackley
- Mildred Moore
- Charles Newton